# Rogeli Pàmpols Morer
Rogeli Pàmpols Morer   (Almacelles, 6 de maig de 1936 - Barcelona, 6 d'octubre de 2023) fou un futbolista català, que jugava com a porter.

## Trajectòria
La temporada 1959-60 va debutar a Primera Divisió amb el Reial Saragossa, on va romandre fins a la temporada següent, participant només en 2 partits en total a la primera campanya, sent suplent d'Enrique Yarza.
La temporada 1962-63 va jugar amb el Deportivo de la Coruña a primera divisió, sent suplent d'Antonio Betancort. Aquella campanya l'equip va descendir a Segona Divisió. La temporada 1963–64 l'equip va ser campió de la categoria, i Pàmpols va jugar com a titular gairebé tota la campanya (el seu suplent va ser Padrón). La temporada 1964-65 fou relegat a la suplència per l'arribada de Juan María Benegas. De nou l'equip va baixar a Segona Divisió al final de la campanya.
La temporada 1965–66 va fitxar pel CE Europa de Segona Divisió, on va romandre 5 campanyes. Va acumular 123 partits oficials de lliga amb la samarreta escapulada, 119 com a titular. Pàmpols va passar a la història especialment en una eliminatòria de 'Copa del Generalisimo' l'any 1967 contra el Zaragoza "dels cinc magnífics", en què va aturar un penal que va resultar decisiu per tal que l'Europa acabés eliminant un Reial Saragossar superior, en el partit de desempat.

## Palmarès
Deportivo de la Corunya
- Segona Divisió: 1963–64